# アームズ・レングス原則
アームズ・レングス原則 (arm's length principle :ALP) とは、取引関係にある当事者間の独立性や、競争を行う際の諸条件を平等にする条件、またはそれらが実現している事実をいう。アームズ・レングスの原則やアームスレングスルールとも呼ばれる。

## 概要
アームズ・レングスは、本来利害関係があり得る当事者間が、一定の適正な距離を保つことを腕の長さになぞらえている。
「複数の当事者が互いに近い距離の（経済上・権限上の）関係を保ちつつ、それぞれ目的を異にする関係や牽制し合う関係であるなど、利害不一致（ないしは対立）の可能性をも保ち、互いに独立の立場を取る」ことを「アームズ・レングス（の関係）」と呼ぶ。また、利害関係にある完全に別個の当事者が、互いに相手を支配ないし利用しないことについて合意している状態は法的に「アームズ・レングス」関係と呼ばれる。「アームズ・レングス原則」はこうした関係が法的・倫理的に求められる状況において妥当する。
法学においては、「アームズ・レングス」関係が成立している当事者間での取引は「アームズ・レングス取引（独立当事者間取引）」とも呼ばれる。契約法においては「契約の当事者が、たとえ互いに利害を共有する当事者（例えば雇用者と被用者）の場合、あるいはあまりに親密な関係の当事者間（例：家族や親戚）の場合でも、厳密な法的精査にたえる公平な契約を結ぶ」という用法で使われている。
企業の場合は、親子会社間・関連会社間の取引は、常に公平であり市場価格で行うべきである、といった事例に使われることが多い。目的は顧客との利益相反を回避するためのルールである。銀行や証券会社などにもグループ内会社との取引における健全性を担保するために用いられる。こうした金融業界のグループ内において、顧客との通常の取引と異なる条件で金融商品取引等を行うことは、公平な経済活動を阻害し、顧客の利益を毀損する可能性が大きいため、日本では金融庁が規制している。特に金融業界において、銀行業の場合は銀行法第13条の2、保険業の場合は保険業法第100条の3、金融商品取引業の場合は金融商品取引法第44条の3に規定がある。

## 使用例
親子間
アームズ・レングス原則が適用される、すなわちアームズ・レングス関係が求められる場面のシンプルな例は、親から子への不動産の譲渡の場合である。
親は、時価を下回る価格で自分の子供に財産を売却したい（低額譲渡）と思う可能性があるが、そうした取引は税務署から税法上「譲渡」ではなく「贈与」であると認定され、取引価額と時価との差額に贈与税が課税されるなど法的な問題が生じることがある。こうした認定を避けるためには、当事者は取引内容がどんな第三者に対して行われたとしても同じであったことを示す必要がある（例えば、譲渡価格が不動産の真の価値に見合った適切なものであると証明できる専門家に委託して可能となる。日本では不動産鑑定士が法令に基づき鑑定を行なっている）。
政府組織と独立団体
この原理は、報道機関や学術、文化芸術領域など、一定の自律性が重要とされる領域を対象とした法や制度・事実状態を論評する際に「政府が他の主体に対して過度な影響を与えることを避けるべき」という旨を述べる際にも引き合いに出される。
例えば、英国では報道機関が警察とあまりに親密であることを批判する際に、「両者がarms-length relationshipであることを求める」とか、アーツ・カウンシルが政府から受け取った文化振興助成金の配分事業をat arm's lengthで実施している（芸術分野の自立性確保のため）という。また英国には、Arms Length Management Organisations[ALMOs]というNPOがある。これは日本の地方特殊法人である地方住宅供給公社と類似の機能を果たすNPOで、地方自治体の長期的な住宅政策とは別の（アームズ・レングスの）立場で、住宅を管理供給する機関であることを強調したネーミングが特徴的である。
アームズ・レングス原則は、例えば行政委員会や行政の外郭団体など、母体となる行政部門からある程度独立した形でその所管する特定の行政権を行使する（あるいは補完する）地位を認められた機関に対しても使用されることがある。
英国ではこのような政府から独立性を持ちつつ、その運営に対する政府からの助成・支援を受ける機関を一般的にアームズ・レングス・ボディ（Arm's length bodies [ALBs] ）という。これは通称Quangoとも呼ばれる（正式名称はnon-departmental public body (NDPB)、非政府部門公共機構）。上述したアーツ・カウンシルもアームズ・レングス・ボディの一つである。2010年には、それまで600を超える数に達していたALBs/Quangoの大幅な整理・統合・廃止が行われた(2010 UK quango reforms)。
OECDの基準
OECD は、OECDモデル租税条約第9条でアームズ・レングス原則を採用している。これは移転価格税制に関するルールである。締約国内において、一方の国における企業と他方の国における企業との間に、経営、支配、資本の直接又は間接的特殊関連性が認められる企業（特殊関連企業）間における取引は、独立した企業間とは異なる取引条件による取引が行なわれる可能性があるため、arm's length price（独立企業間価格＝仮にその取引が独立した企業間で行われたと仮定した場合の価格）に基づいて課税できると定めている。この場合、一方の国の特殊関連企業に加算された利得は、他方の国の特殊関連企業においても課税されることになり、同一所得に対して国際的に二重に課税されることになる。また、一方の国の特殊関連企業が独立企業間価格よりも高い価格で財又は役務を提供した場合に、他方の国が独立企業間価格により課税すると他方の国の企業に加算された部分が二重課税となる。同モデル条約は、この場合「当該一方の国は、これらの利得に対して当該一方の国で課された租税の額について、適当な調整を行なう。この調整にあたっては、この条約の他の規定に妥当な考慮を払うものとし、両締約国の権限ある当局は、必要がある場合には相互に協議する」と規定する。
日本
日本では、行政改革で官庁の研究所が独立行政法人となったことについて「アームスレングスの適切な距離が置かれ」たと説明したり、特に文化政策学の分野において、芸術文化振興会（英語名 Japan Arts Council）が運営する芸術文化振興基金について英国のアーツ・カウンシルのアームズ・レングス原則を引き合いに出して説明したものがある。ただし芸術文化振興会の歴代理事長ポストは文部科学省出身者による実質的な天下り先ポストと化しており（ただし過去の理事長全てがそうではない）、国内の文化政策学者の多数は、芸術文化振興会が国からの実質的な専門性・独立性が担保されているとは考えていない。
不法行為
またアームズ・レングス原則は、不法行為法における新しい概念としても用いられる。これは、攻撃的または有害な接触を避けるために、人は他人とアームズ・レングスの距離を取るべきであり、人が同意なく他人に近づきすぎることで不法行為法上の暴行や脅迫が成立するとする。アームズ・レングスの距離を保つことは、人の尊厳の限界への配慮であるという説である。
その他
また国によっては、会社が雇用・労働問題に関する法的問題へのコストが減らせるように、専門的なトレーニングと認証を受けた人事部(課)がある会社においては、現場の監督者や管理職に対して、人事部門との間で従業員の規律や解雇等の人事案件についてアームズ・レングスの関係のもとで（独立的に）取り扱わせる、という法制度上の設計がされている場合もある。